# Valle de Napa (AVA)
Napa Valley AVA es una zona vitivinícola estadounidense localizada en el condado de Napa, California, Estados Unidos. El Valle de Napa está considerado como una de las mejores regiones de vino en California, y de todos los Estados Unidos, con una historia que data desde el siglo XIX. La combinación del clima mediterráneo, geografía y geología del valle ayudan para que las uvas de vino sean de calidad.
John Patchett estableció el primer viñedo comercial del valle en 1858.  En 1861 Charles Krug, estableció la primera bodega comercial del Valle de Napa en Santa Elena. La viticultura en el condado de Napa sufrió de varios reveses en los años 1800 y principios de 1900, incluido un brote de enfermedad de la vid filoxera, la ley seca y la Gran Depresión. La industria del vino en el Valle de Napa se recuperó, y tras la Cata del Vino de París de 1976, la región se mostró  capaz de producir vinos de clase mundial. Casi 4,7 millones de personas visitan cada año el Valle de Napa, por lo que es el segundo destino turístico más popular en California, después de Disneyland.

## Geografía
La combinación del clima mediterráneo, geografía y geología del valle son cada vez más propicio para que crezcan uvas de vino de calidad. El valle está flanqueado en el lado oeste y norte por la Cordillera Mayacamas y en el lado oriental por las Montañas Vaca. Varios pequeños valles también existen dentro de estas dos cordilleras. El suelo del valle principal se eleva gradualmente desde el nivel del mar en el extremo sur a 362 pies sobre el nivel del mar en el extremo norte de Calistoga en las laderas del Monte Santa Helena. Las áreas vitícolas estadounidenses de Oakville y Rutherford (AVAS) colindan dentro de los límites de una zona geográfica conocida como el Banco de Rutherford en el centro del valle. La tierra en el extremo sur del valle se compone principalmente de sedimentos depositados por los anteriores avances y retrocesos de la Bahía de San Pablo, mientras que el suelo en el extremo norte del valle contiene un gran volumen de lava y cenizas volcánicas. Varias de las pequeñas colinas que surgen desde la mitad del valle, cerca de  Yountville son indicadores del pasado de una región volcánica.

## Clima
Varios microclimas existen dentro de la zona debido a la influencia de diversas zonas climatologicas y geográficas. La parte abierta del extremo sur del valle es más fresca durante la estación de crecimiento debido a la proximidad de la Bahía de San Pablo, mientras que la parte cerrada del extremo norte es a menudo mucho más cálida. El lado oriental del valle tiende a ser más árido, porque las tormentas invernales tienden a dejar mucho más  precipitación en el oeste de las montañas y colinas.

## Historia

### Primeros Años
La producción comercial comenzó en 1858, con John Patchett vendiendo vino a 2 dólares el galón. Su bodega, construida en 1859, es muy anterior a la establecida en 1861 en Santa Helena por Charles Krug, aunque ésta suele citarse como la primera bodega del valle de Napa.
En 1879 el capitán Gustave Niebaum fundó la bodega Inglenook cerca del pueblo de Rutherford. Fue la primera bodega de estilo bordelés de Estados Unidos. Los vinos Inglenook ganaron medallas de oro en la Exposición Universal de París de 1889.
En 1868, H. W. Crabb compró tierras cerca de Oakville, junto al río Napa. Crabb estableció un viñedo y una bodega con el nombre de To Kalon, y en 1877 había plantado 130 acres (0,5 km2) y producía 50.000 galones de vino al año. Crabb experimentó con más de 400 variedades de uva para encontrar las más adecuadas para la zona.
A finales del siglo XIX, había más de ciento cuarenta bodegas en la zona. De esas bodegas originales, varias siguen existiendo en el valle, como Beaulieu, Beringer, Charles Krug, Chateau Montelena, Far Niente, Mayacamas, Markham Vineyards y Schramsberg Vineyards.

### La filoxera, la ley seca y la Gran Depresión
La viticultura de Napa sufrió varios reveses a finales del siglo XIX y principios del XX. El hongo de la filoxera acabó con muchas de las vides de todo el valle. La ley seca, promulgada en 1920, provocó el cierre de muchas bodegas. Unas pocas permanecieron abiertas con acuerdos para producir vino sacramental. Los viticultores que decidieron mantener sus viñas plantadas vendieron sus cosechas a bodegueros caseros.La Gran Depresión ralentizó aún más el negocio del vino. Estos acontecimientos paralizaron durante años el crecimiento de la industria vinícola en el condado de Napa.
A André Tchelistcheff se le suele atribuir el inicio de la era moderna de la elaboración del vino en California. Beaulieu contrató a Tchelisticheff en 1938 e introdujo en la región varias técnicas y procedimientos, como el envejecimiento del vino en pequeñas barricas de roble francés, la fermentación en frío, la prevención de heladas en los viñedos y la fermentación maloláctica.

### Expansión tras la derogación
Tras la ley seca, Beringer Vineyards invitó a los asistentes a la Exposición Internacional Golden Gate a visitar la bodega utilizando mapas promocionales impresos con la frase "Todos los caminos llevan a Beringer" en 1939. La bodega también invitó a visitarla a estrellas de Hollywood como Clark Gable, Charles Laughton y Carole Lombard. Estas primeras promociones se consideran el nacimiento del turismo enológico, que hoy en día constituye una parte importante de la economía del Valle de Napa.
El Hermano Timothy, de la bodega Christian Brothers, también desempeñó un papel decisivo en el establecimiento de la industria vitivinícola moderna en Napa. Tras una carrera anterior como profesor, en 1935 se trasladó a Mont La Salle, propiedad de la orden, situada en el monte Veeder, en las montañas Mayacamas, al noroeste de Napa, para convertirse en el químico de las crecientes operaciones vinícolas de la orden. Los Hermanos de las Escuelas Cristianas habían cultivado uvas y elaborado vino sacramental en Benicia, California, durante la ley seca, pero decidieron dedicarse a la producción comercial de vino y brandy tras la derogación de la ley seca. El profesor de ciencias aprendía rápido y pronto convirtió a Christian Brothers en una de las marcas líderes de la incipiente industria vitivinícola del estado. La cara sonriente del Hermano Timothy en los anuncios y materiales promocionales se convirtió en una de las imágenes más familiares para los consumidores de vino de todo el país. Tras la Segunda Guerra Mundial, la industria vitivinícola de Napa empezó a prosperar de nuevo.
En 1965, Robert Mondavi, icono del Valle de Napa, se separó de la propiedad familiar Charles Krug para fundar su propia bodega en Oakville. Fue la primera bodega nueva a gran escala que se estableció en el valle desde la prohibición e incluyó los terrenos originales de To Kalon. A partir de entonces, el número de bodegas del valle creció rápidamente, al igual que la reputación de la región.

## Región vitivinícola
Durante el Bicentenario, la región obtuvo reconocimiento internacional gracias a la Cata de Vinos de París de 1976, en la que cosechas destacadas de Chardonnay y Cabernet Sauvignon del Valle de Napa obtuvieron el primer puesto, puntuadas por renombrados expertos franceses, superando a varias etiquetas francesas famosas en una cata a ciegas. La noticia del concurso de vinos, bautizado como el "Juicio de París", fue publicada inmediatamente por un artículo de la revista Time y posteriormente retratada en la película de Hollywood de 2008, Bottle Shock. Los resultados del trascendental acontecimiento consolidaron la reputación internacional de Napa como región vitivinícola de primer orden.
En 1983 se descubrió en el valle un brote moderno de filoxera en un viñedo plantado con portainjertos AxR1. Muchos viticultores aprovecharon este brote como una oportunidad para cambiar a variedades mejor adaptadas al clima y al suelo. A finales de la década de 1990, alrededor del 75% de los viñedos afectados se habían replantado con portainjertos resistentes a la filoxera. Desde entonces, los viticultores de la región han canalizado su energía para luchar contra el "sharpshooter", una plaga no autóctona que transmite la enfermedad de Pierce.
A principios del siglo XXI empezó a cobrar fuerza la tendencia de las grandes empresas nacionales e internacionales, como E & J Gallo Winery, Diageo y Constellation Brands, a comprar pequeñas bodegas, viñedos y marcas. En la actualidad, el Valle de Napa cuenta con más de 450 bodegas que cultivan variedades de uva como Cabernet Sauvignon, Chardonnay, Pinot noir, Merlot y Zinfandel, entre otras. Aunque los vinicultores pueden producir vinos de variedades específicas del valle, muchos vinos se elaboran como mezcla de uvas cultivadas en el fondo del valle y en las laderas circundantes.

## Turismo del vino

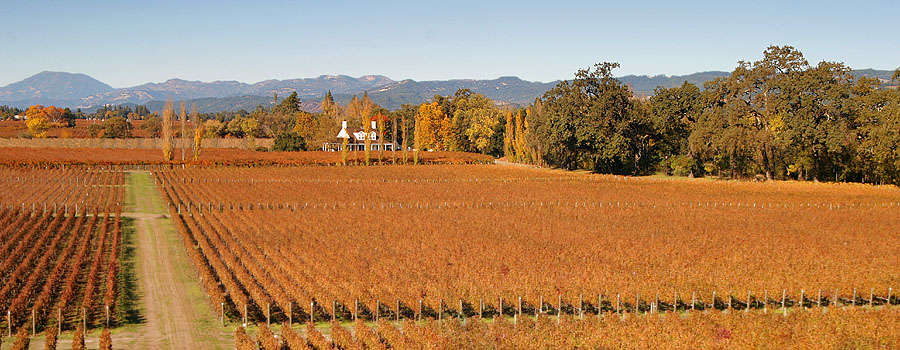
Un viñedo en el Valle de Napa.

Los visitantes al Valle de Napa son de un total de 4,7 millones al año, por lo que es el segundo destino turístico más popular de California, seguido de Disneyland.

## Áreas vitivinícolas (AVAs) estadounidenses del Valle de Napa
- Atlas Peak AVA
- Calistoga
- Chiles Valley AVA
- Coombsville AVA
- Diamond Mountain District AVA
- Howell Mountain AVA
- Los Carneros AVA
- Mt. Veeder AVA
- Oak Knoll District of Napa Valley AVA
- Oakville AVA
- Rutherford AVA
- Spring Mountain District AVA
- St. Helena AVA
- Stags Leap District AVA
- Wild Horse Valley AVA
- Yountville AVA